# Federico García Sanchiz
Federico García Sanchiz va néixer a València el 7 de març de 1886 i va morir a Madrid l'11 de juny de 1964. Les seves cendres reposen al cementiri d'El Toboso, a la província de Toledo, i allí és on l'escultor Enric Monjo li va fer una estàtua.

## Biografia
Va ser un escriptor, periodista, conferenciant i viatger.
Va ser membre de la Reial Acadèmia Espanyola, de l'acadèmia de Belles Arts de València i doctor honoris causa per la Universitat de Santo Tomás de Manila. Va llegir el seu discurs d'ingrés a la Reial Acadèmia Espanyola el 19 de gener de 1941.

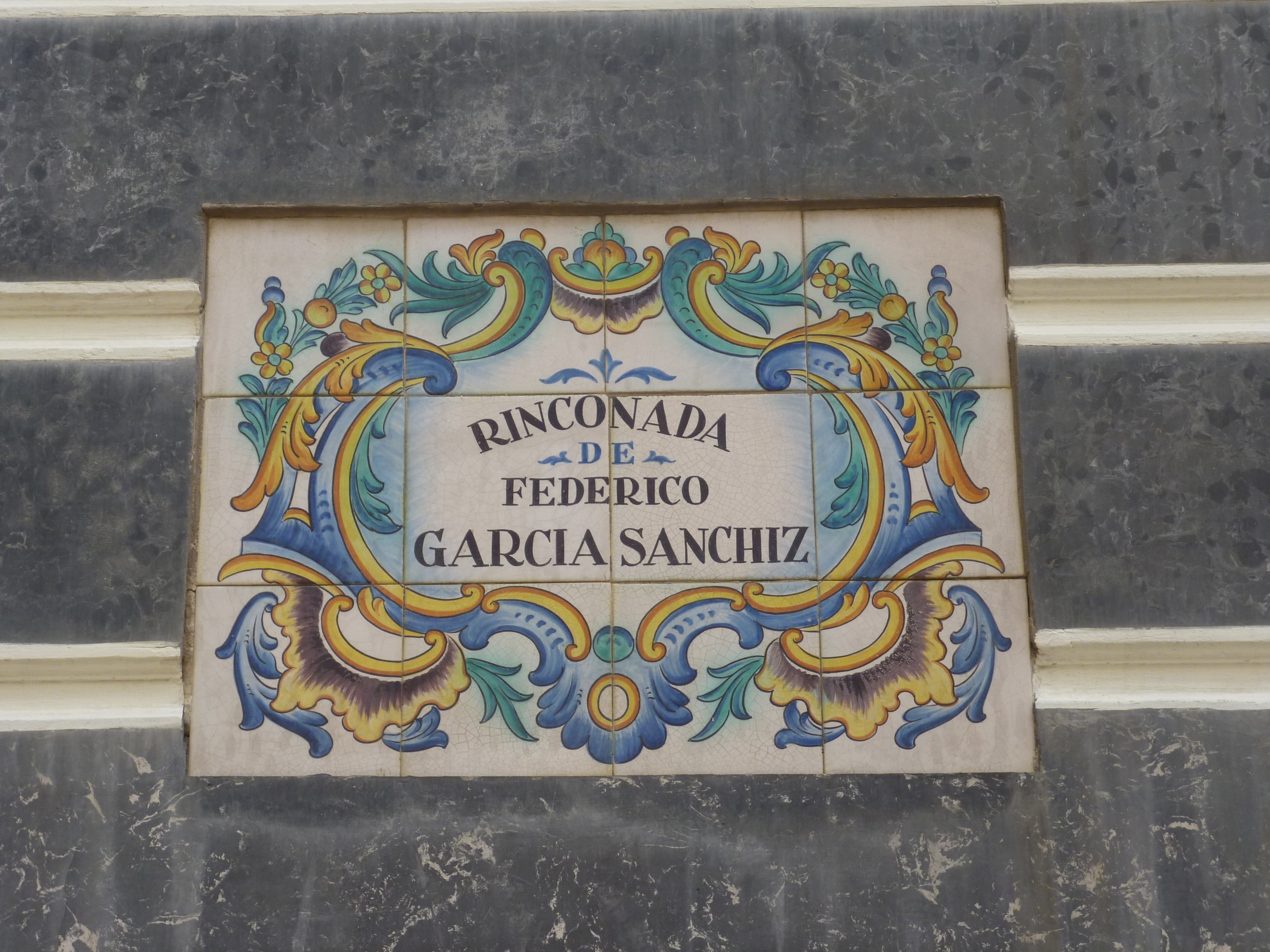
Senyal de la Rinconada de Federico García Sanchiz

Federico García Sanchiz va acudir a la ciutat de València el 26 de juliol de 1930, amb el dibuixant Joaquín Xaudaró, per tal d'inaugurar una exposició d'aquarel·les i aiguaforts a la seu de Lo Rat Penat, i donar també una conferència on parlava de la vida i l'obra de Joaquín Xaudaró.
Durant la Guerra Civil va fer costat a la causa nacional participant a diversos actes benèfics i propagandístics. Com a conferenciant va dur a terme gires extenses per tot el món, majoritàriament per països hispans. El 1937 va donar el primer pregó de la Setmana Santa de Sevilla. El 26 de març de 1956 va realitzar el pregó de Setmana Santa de Badalona
Federico García Sanchiz, conegut com a charlista, va recórrer el món fent de la seva paraula la principal eina per a la cultura i el treball. El 15 de setembre de 1963 va accedir a la crida del diari Las Provincias i va tornar a escriure per a ells. Amb el gènere que va cultivar, entre la conferència i el monòleg aconseguia reunir una gran quantitat de públic.
Va estar casat amb Maria Isabel Ferragut Quintana durant 36 anys. El seu fill, Luis Felipe García Sanchiz va ser mariner i morí a bord del Baleares durant la Guerra Civil. L'actual Avinguda del Port de València va portar durant el franquisme el nom del seu fill.

## Obres publicades
- Por tierra fragosa
- El humo del país
- La fiesta del Cañaveral
- Historia Romántica
- Playa dormida
- La comedieta de las venganzas
- Nuevos descubrimientos de Canarias
- La sulamita
- Color
- Sensaciones de Tánger y Tetuán
- Pastorela
- El barrio latino
- El delito
- Al son de la guitarra
- El arte Anglada
- Champagne y diario d'un bohemio
- Tierras, tiempos y vida (1958)
- América, Españolear (1963)

## Reconeixements
Fins al setembre de 2017, Federico García Sanchiz tenia un carrer amb el seu nom a València, quan l'Ajuntament el canvià, complint la Llei de la Memòria Històrica, per "carrer de la Cultura". hi ha una estàtua i un col·legi d'educació primària a Alzira (València): CEIP Federico García Sanchiz.